# Augusta Emma Stetson
Augusta Emma Stetson z domu  Simmons (ur. 12 października 1842 w Waldoboro, zm. 12 października 1928 w Rochester) – amerykańska działaczka religijna i poetka.

## Życiorys
W 1864 roku wyszła za mąż za kapitana Fredericka J. Stetsona, z którym mieszkała w Anglii, Indiach i Birmie (obecnie Mjanma). Studiowała w Blish School of Oratory w Bostonie. Pod wpływem Mary Baker Eddy została chrześcijańską scjentystką. W 1884 roku otrzymała stopień doktora nauki chrześcijańskiej od Massachusetts Metaphysical College. W 1887 w Nowym Jorku założyła First Church of Christ. W 1888 została pastorem tego kościoła. W 1895 roku, wraz ze zmianą nomenklatury we wszystkich wspólnotach, została lektorem (reader). Przez pewien czas była zwierzchniczką nowojorskiego City Christian Science Institute. Na początku XX wieku zebrała ponad 1 250 000 dolarów na budowę First Church w Central Park West. W 1909 został ekskomunikowana przez macierzysty kościół w Bostonie pod zarzutem niesubordynacji i herezji. Prawdopodobnie Augusta Emma Stetson wierzyła, że Mary Baker Eddy, założycielka ich zgromadzenia, zostanie wskrzeszona z martwych.

## Twórczość
Augusta Emma Stetson była autorką zbioru Poems, Written on the Journey from Sense to Soul, opublikowanego w 1901 roku i wznawianego w 1903 i 1921.